# Sinfonía pirenaica
La Sinfonía pirenaica, inspirada en los Pirineos, fue compuesta por Jesús Guridi en 1945, y se estrenó el 8 de febrero de 1946 en Bilbao por la Orquesta Municipal de Bilbao bajo la dirección de Jesús Arámbarri. Con una duración aproximada de 49 minutos, consta de tres movimientos: 
1. Andante sostenuto — Allegro molto moderato
2. Presto ma non troppo
3. Allegro brioso

Los tres movimientos se basan en la forma Sonata, mientras que el lenguaje armónico refleja música popular vasca a través de la utilización de terceras y séptimas alteradas en una tonalidad mayor. Si bien es una sinfonía abstracta y no programática, formalmente se acerca a un poema sinfónico y presenta su característicos efectos descriptivos.

## Grabaciones
- Sinfónica de Bilbao — Juanjo Mena. Naxos, 2003.